# Berngau
Berngau là một đô thị thuộc huyện Neumarkt bang Bayern nước Đức